# Bashir Varayev
Bashir Varayev –en ruso, Башир Вараев– (23 de febrero de 1964) es un deportista soviético que compitió en judo.
Participó en los Juegos Olímpicos de Seúl 1988, obteniendo una medalla de bronce en la categoría de –78 kg. Ganó tres medallas en el Campeonato Mundial de Judo entre los años 1987 y 1991, y cinco medallas en el Campeonato Europeo de Judo entre los años 1987 y 1991.

## Palmarés internacional
| Juegos Olímpicos   | Juegos Olímpicos       | Juegos Olímpicos  | Juegos Olímpicos |
| Año                | Lugar                  | Medalla           | Categoría        |
| ------------------ | ---------------------- | ----------------- | ---------------- |
| 1988               | Seúl (Corea del Sur)   | Medalla de bronce | –78 kg           |
| Campeonato Mundial |                        |                   |                  |
| Año                | Lugar                  | Medalla           | Categoría        |
| 1987               | Essen (RFA)            | Medalla de plata  | –78 kg           |
| 1989               | Belgrado (Yugoslavia)  | Medalla de bronce | –78 kg           |
| 1991               | Barcelona (España)     | Medalla de bronce | –78 kg           |
| Campeonato Europeo |                        |                   |                  |
| Año                | Lugar                  | Medalla           | Categoría        |
| 1987               | París (Francia)        | Medalla de oro    | –78 kg           |
| 1988               | Pamplona (España)      | Medalla de oro    | –78 kg           |
| 1989               | Helsinki (Finlandia)   | Medalla de oro    | –78 kg           |
| 1990               | Fráncfort (RFA)        | Medalla de oro    | –78 kg           |
| 1991               | Praga (Checoslovaquia) | Medalla de bronce | –78 kg           |